# Magnus Kirt
Magnus Kirt (Tõrva, 10 aprile 1990) è un giavellottista estone.
Ha rappresentato l'Estonia ai Giochi olimpici di Rio de Janeiro 2016 chiudendo al ventitreesimo posto nel concorso del lancio del giavellotto.  Ai campionati europei di Berlino 2018 ha vinto la medaglia di bronzo.

## Progressione
- 2009 – 72,97 m
- 2010 – 71,41 m
- 2011 – 70,07 m
- 2012 – 76,97 m
- 2013 – 79,82 m
- 2014 – 79,70 m
- 2015 – 86,65 m
- 2016 – 84,47 m
- 2017 – 86,06 m
- 2018 – 89,75 m
- 2019 – 90,61 m[1]

## Palmarès
| Anno | Manifestazione   | Sede           | Evento                 | Risultato | Prestazione | Note                                     |
| ---- | ---------------- | -------------- | ---------------------- | --------- | ----------- | ---------------------------------------- |
| 2009 | Europei juniores | Novi Sad       | Lancio del giavellotto | 22º (q)   | 63,35 m     |                                          |
| 2011 | Europei under 23 | Ostrava        | Lancio del giavellotto | 18º (q)   | 66,32 m     | Miglior prestazione personale stagionale |
| 2013 | Universiade      | Kazan'         | Lancio del giavellotto | 16º (q)   | 69,11 m     |                                          |
| 2014 | Europei          | Zurigo         | Lancio del giavellotto | 22º (q)   | 74,33 m     |                                          |
| 2015 | Universiade      | Gwangju        | Lancio del giavellotto | 8º        | 76,65 m     |                                          |
| 2015 | Mondiali         | Pechino        | Lancio del giavellotto | 22º (q)   | 78,84 m     |                                          |
| 2016 | Europei          | Amsterdam      | Lancio del giavellotto | 26º (q)   | 74,64 m     |                                          |
| 2016 | Giochi olimpici  | Rio de Janeiro | Lancio del giavellotto | 23º (q)   | 79,33 m     |                                          |
| 2017 | Mondiali         | Londra         | Lancio del giavellotto | 11º       | 80,48 m     |                                          |
| 2018 | Europei          | Berlino        | Lancio del giavellotto | Bronzo    | 85,96 m     |                                          |
| 2019 | Mondiali         | Doha           | Lancio del giavellotto | Argento   | 86,21 m     |                                          |

## Altre competizioni internazionali
2019
- Vincitore della Diamond League nella specialità del lancio del giavellotto